# 魚沼線
魚沼線（うおぬません）は、日本国有鉄道（国鉄）が運営していた、新潟県三島郡越路町（現：長岡市）の来迎寺駅から同県小千谷市の西小千谷駅に至る鉄道路線（地方交通線）である。
1980年（昭和55年）の日本国有鉄道経営再建促進特別措置法（国鉄再建法）施行に伴い、翌年9月に第1次特定地方交通線に指定され、1984年（昭和59年）4月1日に全線が廃止された。

## 路線データ
- 管轄：日本国有鉄道
- 区間（営業キロ）：来迎寺 - 西小千谷 12.6km
- 軌間：1067mm
- 駅数：5（起点駅を含む）
- 複線区間：なし（全線単線）
- 電化区間：なし（全線非電化）

## 歴史
もとは魚沼鉄道（うおぬまてつどう）という1911年開業の軌間762mmの軽便鉄道であり、軽便鉄道法による免許交付の第1号であった。1920年に信濃川の対岸に並行して上越北線（後の上越線）が開業し東小千谷駅（現在の小千谷駅）が設置されると、旅客・貨物とも同線に奪われ、魚沼鉄道は赤字に転落してしまった。当初は補償を得て廃止する予定であったが、買収国有化されることとなり、1922年に国有鉄道の魚沼軽便線（うおぬまけいべんせん。同年魚沼線に改称）となった。
国有鉄道の特殊狭軌線は、買収後すぐに改軌されるのが通例であったが、魚沼線は鉄道敷設法に規定する予定線でもなく、国有化後も重要度の低さから、太平洋戦争の激化により1944年に不要不急線として休止されるまで、軌間762mmの軽便規格のまま運営された。
戦後の1954年、他の国鉄線と同様の軌間1067mmに改軌され営業が再開されたが、一部区間で線路の付け替えが実施されており（特に起点である来迎寺周辺と、終点の西小千谷駅が移転）、事実上は旧線廃止・新線開業である。
魚沼線の終点の西小千谷駅は信濃川左岸（西側）に位置しており市街地に近かったが、右岸（東側）には前述の通り上越線がほぼ全線に亘って並行していた。小千谷駅から上越線を利用すれば長岡・新潟方面や高崎・東京方面へ直接行くことができ、また当時は特急・急行など優等列車を含めた列車の運行本数も多く、さらに長岡駅・来迎寺駅から片貝を経由して小千谷駅を結ぶ越後交通の路線バスが魚沼線にほぼ並行する形で運行されているなど、魚沼線を取り巻く環境は年を追うごとに厳しくなり、公共交通としての存在意義は徐々に薄れ、乗客数も減少の一途をたどり続けた。
1968年、国鉄諮問委員会により廃止を勧告される（いわゆる赤字83線）。その後、1980年の国鉄再建法施行を受けて翌年9月に第1次特定地方交通線に指定され、1984年4月1日をもって廃止された。
廃止後は、越後交通の路線バスが上記ルートによりおおむね1時間間隔で運行され、線路敷の一部が新潟県道10号長岡片貝小千谷線の一部区間として活用されている。
廃止が決定した際に発売された記念入場券について、一旦発売された後に片貝駅分のイラストに問題が見つかり、購入者をはじめ地元からもクレームが出たことから修正されることとなった。修正後の記念入場券が発売されたのは、最終営業日の前日である1984年3月30日であり、最終営業日の翌31日と2日間しか発売されなかった。このことは、地元の新潟日報等にも大々的に報じられた。

### 年表
- 1910年（明治43年）
  - 5月12日 仮免許状下付（三島郡来迎寺村-同郡城川村間）[4]
  - 10月5日 軽便鉄道指定[5]
- 1911年（明治44年）9月14日 魚沼鉄道が新来迎寺 - 小千谷 (13.1km) を開業し全通、新来迎寺・小千谷の各駅および片貝・高梨・小粟田原・平沢の各停留場を新設[6]
- 1912年（明治45年）7月23日 片貝・高梨・小粟田原・平沢の各停留場を駅に改める
- 1913年（大正2年）
  - 1月23日 片貝 - 高梨間に池津駅設置[7]
  - 6月4日 池津駅旅客運輸営業廃止[8]
- 1914年（大正3年）11月1日 池津駅を廃止[9]
- 1915年（大正4年）10月25日 八島停留場を新来迎寺 - 片貝に新設[10]
- 1917年（大正6年）2月1日 八島停留場を廃止[11]
- 1918年（大正7年）4月18日 鉄道免許状下付（三島郡来迎寺村-同郡深才村間）[12]
- 1919年度 鉄道敷設権（三島郡来迎寺村-同郡深才村間）を長岡鉄道に譲渡[13]
- 1922年（大正11年）
  - 6月15日 魚沼鉄道が買収・国有化され来迎寺 - 小千谷 (13.1km) が魚沼軽便線となる[14]。新来迎寺駅を廃止し来迎寺駅に統合。機関車2両、客車9両、貨車32両を引き継ぐ[15]。三等運賃は29銭から23銭となった[16]。
  - 9月2日 魚沼線と改称[17]
- 1932年（昭和7年）7月15日 小千谷駅を西小千谷駅に改称[18]。
- 1944年（昭和19年）10月16日 全線 (13.1km) を休止、片貝・高梨・小粟田原・平沢・西小千谷の各駅を休止[19]
- 1950年（昭和25年）12月15日 貨物専用側線として来迎寺 - 片貝 の運行を開始（再開）[20]。
- 1954年（昭和29年）8月1日 762mmから1067mmに全線を改軌し、来迎寺 - 西小千谷 (12.6km) および、片貝・高梨・小粟田（小粟田原）・西小千谷の各駅の営業を再開
- 1956年（昭和31年）11月1日 気動車の運転を開始[21]。
- 1960年（昭和35年）3月15日 片貝 - 西小千谷 (8.9km) の貨物営業を廃止
- 1970年（昭和45年）10月蒸気機関車の運転を廃止[22]
- 1974年（昭和49年）10月1日 来迎寺 - 片貝 (3.7km) の貨物営業を廃止
- 1981年（昭和56年）9月18日 第1次特定地方交通線として廃止承認
- 1984年（昭和59年）4月1日 全線 (12.6km) を廃止し、越後交通のバス路線に転換[1]

## 運行形態
全線通しの列車が朝夕各2往復ずつ（土曜日は昼に1往復追加）運行されていたほか、朝に来迎寺駅‐片貝駅間に区間列車が1往復設定されていた。

## 使用車両

### 軽便線時代
- 蒸気機関車

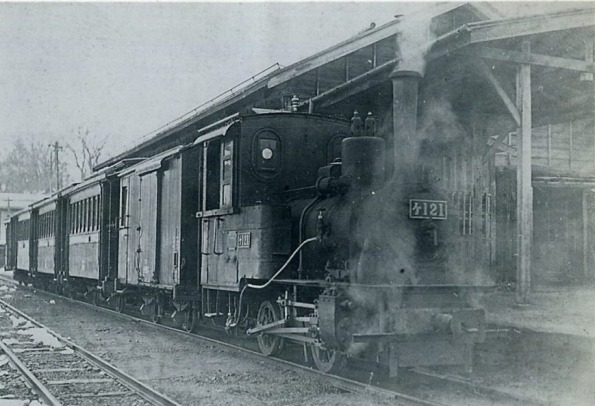
ケ121牽引の魚沼線の混合列車。ケ121+ケニ900+ケハ370+ケハ371+ケハフ310+ケワ51。 西小千谷駅(1937年2月24日)

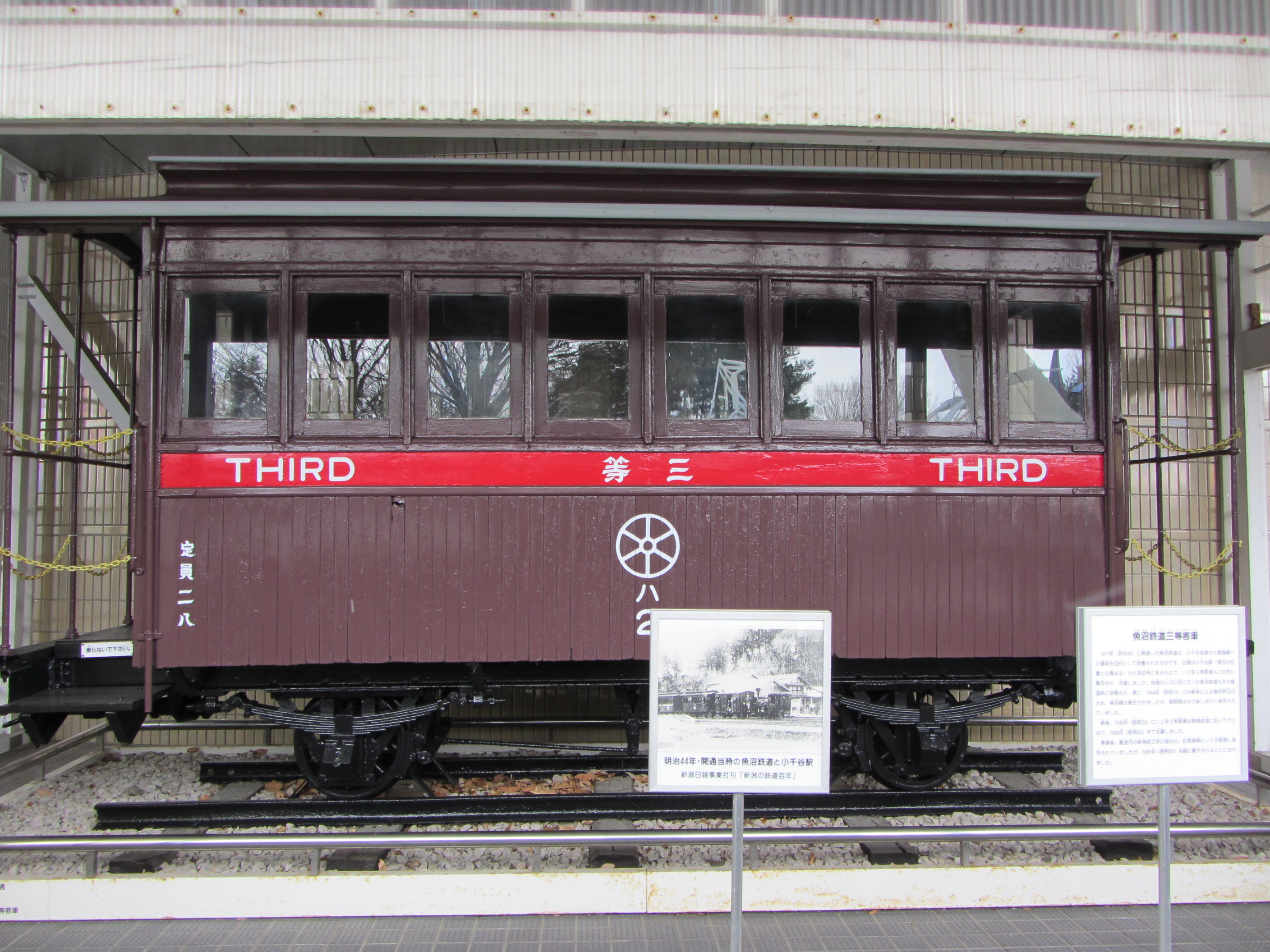
新潟県立自然科学館に展示中の魚沼鉄道 ハ2

  - ケ120, ケ121（魚沼鉄道引き継ぎ車。旧番号3, 4）
  - ケ203（丹那トンネル建設工事線からの転入車）
  - ケ240（福塩線からの転入車）
- 客車
  - ケロハ220形 2両(220, 221)
  - ケハ370形 2両(370, 371)
  - ケフハ310形 4両(310 - 313)
  - ケニ900形 1両(900)
- 貨車
  - ケワ1520形 11両(1520 - 1530)
  - ケワフ1810形 2両(1810, 1811)
  - ケト720形 15両(720 - 734)
  - ケフト610形 2両(610, 611)
  - ケチ150形 2両(150, 151)

### 改軌後
いずれも気動車
- キハ40形・キハ47形
- キハ45形
- キハ52形
- キハ58形

## 駅一覧
接続路線の事業者名・所在地は魚沼線廃止時。全駅新潟県に所在。
| 駅名       | 営業キロ | 営業キロ | 接続路線                                | 所在地       |
| 駅名       | 駅間     | 累計     | 接続路線                                | 所在地       |
| ---------- | -------- | -------- | --------------------------------------- | ------------ |
| 来迎寺駅   | -        | 0.0      | 日本国有鉄道：信越本線 越後交通：長岡線 | 三島郡越路町 |
| 片貝駅     | 3.7      | 3.7      |                                         | 小千谷市     |
| 高梨駅     | 3.7      | 7.4      |                                         | 小千谷市     |
| 小粟田駅   | 2.5      | 9.9      |                                         | 小千谷市     |
| 西小千谷駅 | 2.7      | 12.6     |                                         | 小千谷市     |

## 廃線後の状況
- 来迎寺駅－小千谷駅（来迎寺駅前－片貝－小粟田－小千谷駅前）を結ぶ越後交通のバス路線は2025年4月時点で存続している。（越後交通　長岡駅前＝前川＝免許センター＝来迎寺＝片貝＝小千谷車庫線[24]）
- 新潟県道10号長岡片貝小千谷線のバイパス道路である片貝バイパス等、廃線敷の大半が道路に転用されている。